# Turnov
Turnov település Csehországban, Semilyi járásban. Turnov Malá Skála, Jenišovice, Olešnice, Mírová pod Kozákovem, Frýdštejn, Přepeře, Ohrazenice, Modřišice, Karlovice, Kacanovy és Rakousy településekkel határos. Lakosainak száma 14 502 fő (2024. január 1.).

## Népesség
A település lakosságának változását az alábbi diagram mutatja:
| Lakosok száma | 6849 | 9028 | 9753 | 11 474 | 14 550 | 14 472 | 14 349 | 14 334 | 14 242 | 14 502 |
|               | 1869 | 1900 | 1921 | 1961   | 1980   | 2011   | 2016   | 2019   | 2021   | 2024   |